# (18106) Блюм
(18106) Блюм (англ. Blume) — околоземный астероид из группы Амура (III), который был открыт 4 июля 2000 года в рамках астрономического обзора LONEOS в обсерватории Андерсон-Меса и назван в честь Уильяма Блюма (англ. William H. Blume), главного проектировщика космической миссии Дип Импакт к комете 9P/Темпеля.

Орбита астероида Блюм и его положение в Солнечной системе